# Hummel
Hummel International  eller officielt Hummel Holding A/S er et dansk sports- og modetøjsfirma, med hovedsæde i Århus. Firmaet blev grundlagt i 1923 i Tyskland, men blev i 1975 opkøbt af sin danske importør og flyttede derefter hovedsæde. Firmaet sponsorerer hold inden for blandt andet fodbold, basketball, håndbold med flere.

## Historie
Firmaet startede som en fabrik grundlagt af Michael og Albrech Ludwig Mesmer under navnet “Messmer & Co.” i en baghave i landsbyen Eppendorf ved Hamborg i 1919. Familien producerede sportsartikler og kunne helt ekstraordinært for denne tid tilbyde gummiydersåler i deres produktlinje af håndbold- og fodboldsko. Navnet hummel blev brugt for første gang i 1923 i forbindelse med sportsartikler, da familien lancerede en kollektion med fodboldstøvler og sko til cykling, atletik og håndbold.
Messmer & Co.'s advokat grundlagde i 1935 sammen med to foretningspartnere firmaet "Hummel-Hummel" i Hamborg. Dette firma begyndte produktion af specielt sportssko. Firmaet led meget under de allieredes bombardementer under Anden verdenskrig og hovedkvarteret blev bogstaveligt talt lagt i ruiner.
Firmaet flyttedes efter krigen uden for Hamborg og producerede nu både fodboldstøvler, håndboldsko og skøjter. I 1956 blev virksomheden opkøbt af Bernhard Weckenbrock fra Kevelaar, som flyttede produktionen til Sydtyskland. Samtidig ændredes navnet på firmaet til hummel og produktionen af fodboldstøvler og håndboldsko blev udvidet.
Op igennem 1960'erne underskriver firmaet stadig større sponsorkontrakter. I starten handlede det kun om gratis sko og andet udstyr. I 1966 gik målmanden i Hamburger Sport-Verein med til at spille én halvleg med hummelstøvler. Den første sponsorkontrakt hvor der udbetaltes penge blev indgået i 1968 med fodboldklubben Duisburg fra 2. divisionen i den tyske Bundesliga. Hver spiller modtog 50 D-Mark, som udbetaltes i en konvolut før hver kamp.
Firmaets første kollektion af sportstøj kom i 1969, og igennem reklamesponsorater blev salget øget betydeligt. For at øge salget printede man de to velkendte v'er, der før kun fandtes på fodtøjet, på tøjet, hvilket forstærkede brandet. Senere dette år blev det velkendte hummellogo, humlebien, lavet. Denne version var en del rundere end det nuværende logo, men har lige siden været firmaets varemærke. I 1972 blev hummels produkter forhandlet i de fleste europæiske lande og i Bahrain, hvor en arabisk emir pludselig skulle bruge sko for 250.000 D-Mark. Dette var også året hvor hummel kunne underskrive deres første store sponsorkontrakt med fodboldholdet Werder Bremen. Udover pengebeløb skulle hummel udstyre holdet med tøj og støvler. Året efter deltes Adidas og hummel om at beklæde det tyske landshold i håndbold.
Året 1973 bød også på dansk deltagelse i hummel, da Jørgen Vodsgaard og Max Nielsen oprettede firmaet VN Sport ApS, der skulle markedsføre hummel på det danske marked. Året efter fik de rettigheder til også at producere Hummelprodukter. I 1979 indgik hummel deres første sponsoraftale med det danske herrelandshold i fodhold. Året efter indgik hummel en lignende kontrakt med det danske håndboldlandshold. Samme år overtog Jørgen Vodsgaard og hans forretningspartnere ejerskabet af hummel, som derved blev 100% dansk.
I løbet af de næste par år blev hummel det største sportsmærke på det danske marked og der udsendtes to nye kollektioner hvert år, som bestod af alt fra fodboldstøvler til fritidstøj, punge og badetøj. Op igennem 1980'erne var hummel eneleverandør til det danske fodboldlandshold, og da spilledragterne til VM i Mexico i 1986 skulle præsenteres, skete det live i TV-Avisen på Danmarks Radio. hummel blev også sponsor for store klubber i Europa og var i slutningen af 1980'erne sponsor for både de danske, norske og svenske herrelandshold i fodbold. I 1988 underskrev hummel en sponsoraftale med den europæiske storklub Real Madrid, hvilken fik salget af firmaets produkter til at stige markant. Da det danske fodboldlandshold vandt EM i 1992 iført hummeltøj, blev landsholdstrøjerne revet væk i sportsbutikkerne.
I 1999 opkøbtes firmaet af danskeren Christian Stadil. På dette tidspunkt var virksomheden på tilbagetur, men ved hjælp af et enormt engagement og fodarbejde fik Stadil virksomheden tilbage på ret køl. Dette skete bl.a. ved at introducere en modelinie baseret på designs fra 1970'erne. Succesen blev sikret ved bl.a at sende tøjet uopfordret til bl.a. sangerinden og skuespilleren Jennifer Lopez. Flere kendisser tog tøjet på med glæde og dermed fik hummel for ganske få penge skabt masser af reklame i store modeblade og i TV.

## Sponsorater
I dag er hummel tøjsponsor for adskillige danske, såvel som udenlandske, klubber. I Danmark gælder det blandt andet klubber fra de største byer: AGF, AaB, OB og Brøndby IF.
I udlandet gælder det store klubber som Rangers FC, Everton FC, Middlesbrough FC, Charlton Athletic FC, SC Freiburg, Real Betis og CA Osasuna.
I sommeren 2016 indgik hummel atter et samarbejde med DBU. Deres forrige samarbejde startede i 1970 og varede frem til 2004, hvor Adidas overtog som sponsor for DBU. Adidas' aftale med DBU skulle udløbe i sommeren 2016, og på trods af at man få måneder inden havde lanceret en ny trøje med Adidas,  så valgte man d. 14 januar 2016 at stoppe samarbejdet. Den efterfølgende dag blev hummel præsenteret som den nye tøjsponsor. I en samarbejdsaftale med DBU vil hummel frem til 2024 være sponsor for de danske fodboldlandshold . Aftalen omfatter desuden også fodboldskoler samt initiativer målrettet danske fans. 
Også i håndboldsporten er hummel stærkt repræsenteret. I 2019 tæller listen af sponsorklubber blandt andet: THW Kiel, Vardar (Champions League-vindere 2019), MVM Veszprém KC, Vive Tauron Kielce, Aalborg Håndbold og mange, mange flere.

## Ekstern kilde/henvisning
- Firmaets hjemmeside
- AG Københavns hjemmeside Arkiveret 30. marts 2012 hos  Wayback Machine
- Brøndby IFs hjemmeside Arkiveret 30. marts 2012 hos  Wayback Machine